# 2 korony czechosłowackie (1947)
2 korony (cz. i słow. 2 koruny) – czechosłowacka moneta obiegowa o nominale 2 koron wyemitowana w 1947 roku, a wycofana w roku 1953. Autorem projektu obu stron był rzeźbiarz Josef Wagner.

## Wzór
W centralnej części awersu umieszczono pochodzące z małego herbu Czechosłowacji godło państwowe – heraldycznego wspiętego lwa w koronie o podwójnym ogonie. Na jego piersi znajdował się herb Słowacji – podwójny krzyż na trójwzgórzu. Poniżej umieszczono rok bicia (zapisany zewnętrznie), zaś wzdłuż otoku inskrypcję „REPUBLIKA ČESKOSLOVENSKÁ” (zapisaną wewnętrznie).
Na rewersie znalazł się portret „Janosika w stroju z epoki” – mężczyzny zwróconego w lewo, w kapeluszu z wywiniętym rondem, z włosami zaplecionymi w warkocze. Na piersi, w miejscu krzyżowania się rzemieni odzienia zamieszczono inicjał autora, „W”. W prawej części monety zapisano cyfrą arabską jej nominał, „2”.

## Nakład
Podstawą dla emisji monet dwukoronowych było zarządzenie Ministra Finansów z dnia 21 maja 1947 r., choć w praktyce monety powstawały już od lutego tego samego roku. W rozporządzeniu określono wzór stempla oraz wymiary fizyczne monet. Miały one powstawać z ważących 6 g (166,6 sztuk z 1 kg surowca) miedzioniklowych krążków (80% miedzi, 20% niklu). Po wybiciu monety miały mieć średnicę 23,5 mm.
Dwukoronówki bito zaledwie przez dwa lata, 1947 i 1948. Wytworzono wówczas łącznie 40 476 000 sztuk. Do obrotu weszły 27 maja 1947 r., niemal równocześnie z wycofaniem niklowych monet o nominale 5 Kčs. Denominacja monet dwukoronowych (podobnie jak wszystkich innych pozostających wówczas w obiegu) nastąpiła wraz z wejściem w życie reformy walutowej z 1953 roku.
| rok  | nakład     | stop          |             |  |
| ---- | ---------- | ------------- | ----------- |  |
| 1947 | 20 000 000 | miedzionikiel | [ 1 ] [ 5 ] |  |
| 1948 | 20 476 000 | miedzionikiel | [ 1 ] [ 5 ] |  |

## Wersje próbne
Już po demonetyzacji dwukoronówek w 1953 roku, korzystając z dotychczasowych stempli z 1948 roku wytworzono próbne serie technologiczne na potrzeby emisji nowych monet. Według różnych źródeł wybite w tych okolicznościach monety powstawały z brązalu (stop miedzi, glinu i innych metali, np. manganu) albo też miedzi i manganu (w proporcjach 83:17). Domniemywa się, że próby miały na celu ustalenie stopu odpowiedniego dla monet z 1957 roku o nominale 1 Kčs. Według niektórych źródeł powstać miało nawet około 10 mln takich monet, jednak najprawdopodobniej niemal cały nakład został ponownie przetopiony.